# Polycarpa simplicigona
Polycarpa simplicigona är en sjöpungsart som beskrevs av C.S. Millar 1975. Polycarpa simplicigona ingår i släktet Polycarpa och familjen Styelidae. Inga underarter finns listade i Catalogue of Life.